# Там, де небо лежить на землі
«Там, де небо лежить на землі» — радянський художній фільм у двох новелах 1989 року, знятий режисером Борисом Айрапетяном на кіностудії «Вірменфільм».

## Сюжет
Фільм складається з новел «Батько» і «Там, де небо лежить на землі». Дід Самсон прожив цікаве життя — і з турками воював, і з фашистами. А зараз, коли воювати нема з ким і діти виросли, справи собі знайти не зміг — і зажадав передчасного пам'ятника собі на могилі. Так вивів коханого онука, що той стрибнув із даху сільської церкви.

## У ролях
- Ашот Єдігарян — Ашот
- Світлана Кіракосян — сусідка
- Сергій Мкртчян — брат дружини
- Олександр Оганесян — Григор
- Армен Хостікян — Вартан
- Азат Шеренц — Андранік
- Вагаршак Мурадян — онук
- А. Бегларян — епізод
- С. Гулакян — епізод
- Г. Саградян — епізод
- Генріх Алавердян — власник «Волги»
- К. Бегларян — епізод
- Хачатур Кірокосян — могильник
- Лариса Кочарян — медсестра
- Размік Мансурян — власник «Жигулів»
- Нонна Петросян — дружина Вартана
- П. Саградян — епізод
- Рафаель Хостікян — лікар
- Самвел Шахкулян — напарник могильника
- Акоп Амбарцумян — Саркіс

## Знімальна група
- Режисер — Борис Айрапетян
- Сценарист — Борис Айрапетян
- Оператор — Михайло Сичов
- Композитор — Тигран Мансурян
- Художник — Борис Айрапетян